# シルヴィアに
『シルヴィアに』（An Silvia）作品106-4、D.891は、オーストリアの作曲家フランツ・シューベルトによる歌曲。イングランドの劇作家ウィリアム・シェイクスピアの戯曲『ヴェローナの二紳士』の劇中歌の詩をエドゥアルト・フォン・バウエルンフェルトがドイツ語訳したものに作曲した。
シューベルト自身はただ単に『歌』（Gesang）と自筆譜に記しているが、通常は歌いだしの『シルヴィアって誰?』（Was ist Silvia?）か、あるいは『シルヴィアに』の題名で呼ばれる（なお、シルヴィアのスペリングはSilviaとSylviaの2通りが存在する）。
オリジナルの英語の詩には、エリック・コーツ、ジェラルド・フィンジ、ロジャー・クィルターが曲を付けている。P. D. Q. バッハことピーター・シックリ―は合唱曲にしている（「Liebeslieder Polkas」に収録）。

## 概要
村娘のシルヴィアを讃える、明るく、屈託のない詩である。シューベルトは3節の有節歌曲とし、のどかな田園風の音楽をつけた。イ長調4/4拍子、ギターかマンドリンを模したような単純な伴奏に乗って、軽やかに、シルヴィアへの賛辞が歌われる。

## 原詩全文
An Silvia
William Shakespeare / Eduard von Bauernfeld
Was ist Silvia, saget an,

daß sie die weite Flur preist?

Schön und zart seh ich sie nahn;

auf Himmelsgunst und Spur weist,

daß ihr alles untertan.

Ist sie Schön und gut dazu?

Reiz labt wie milde Kindheit;

ihrem Aug eilt Amor zu,

dort heilt er seine Blindheit,

und verweilt in Süßer Ruh'.

Darum Silvia tön, o Sang,

der holden Silvia Ehren;

jeden Reiz besiegt sie lang,

den Erde kann gewähren:

Kränze ihr und saitenklang!